# Stephen Wooldridge
Pour les articles homonymes, voir Wooldridge.
Stephen Wooldridge, né le 17 octobre 1977 à Sydney et mort le 15 août 2017, est un coureur cycliste australien spécialiste de la poursuite par équipes. Dans cette discipline, il est champion olympique en 2004 et quatre fois champion du monde en 2002, 2003, 2004 et 2006.

## Biographie
Il est champion olympique de la poursuite par équipes en 2004 grâce à sa participation au tour de qualification lui attribuant la même médaille que les coureurs de l'équipe ayant participé à la finale.  
Il est trouvé mort le 15 août 2017, la cause de la mort étant probablement un suicide.

## Palmarès sur piste

### Jeux olympiques
- Athènes 2004
  -  Champion olympique de poursuite par équipes (tour de qualification)

### Championnats du monde
- Copenhague 2002
  -  Champion du monde de poursuite par équipes (avec Peter Dawson, Brett Lancaster et Luke Roberts)
- Melbourne 2004
  -  Champion du monde de poursuite par équipes (avec Luke Roberts, Peter Dawson et Ashley Hutchinson)
- Los Angeles 2005
  -  Médaillé de bronze de la poursuite par équipes
- Bordeaux 2006
  -  Champion du monde de poursuite par équipes (avec Peter Dawson, Matthew Goss et Mark Jamieson)

### Coupe du monde
- 2002
  - 2e de la poursuite par équipes à Sydney
- 2004
  - 3e de la poursuite par équipes à Manchester

### Jeux du Commonwealth
- Melbourne 2006
  -  Médaillé d'argent de la poursuite par équipes

### Championnats d'Australie
- Champion d'Australie de l'américaine en 2001 (avec Mark Renshaw)

## Palmarès sur route

### Par années
- 2007
  - 5e étape du Tour du Siam